# Automeris dandemon
Espèce
Automeris dandemon est une espèce de papillons de la famille des Saturniidae.

## Description
Dans sa description, l'auteur indique que le mâle est jaune et la femelle rose sombre.

## Publication originale
- (en) Dyar, 1912 : Descriptions of new species and genera of Lepidoptera, chiefly from Mexico. Proceedings of the United States National Museum, vol. 42, pp. 39–106[2] (texte intégral).